# NDR Info Spezial

Ehemaliges Logo

NDR Info Spezial ist ein vom Norddeutschen Rundfunk produziertes Hörfunkprogramm, das in den deutschen Bundesländern Hamburg, Schleswig-Holstein, Mecklenburg-Vorpommern und Niedersachsen über DAB+ ausgestrahlt wird. Außerdem ist das Programm europaweit per Satellit (Astra) und weltweit als Internet-Livestream zu empfangen. NDR Info Spezial ist die Spezialvariante des Programmformats NDR Info.

## Programm
NDR Info Spezial übernimmt Montag bis Freitag von 14 bis 18:50 Uhr das Programm von COSMO, das gemeinsam von WDR, rbb und Radio Bremen gestaltet wird. Von 18:50 bis 20 Uhr gibt es seit 2021 Programm für Kinder: den Ohrenbär, um 19 Uhr die Sendung Mikado und um 19:50 nochmals den Ohrenbär (Ohrenbär auch samstags und sonntags).
Täglich wird zweimal ein ausführlicher Seewetterbericht ausgestrahlt: um 8:30 Uhr und um 23:05 Uhr. Der Seewetterbericht enthält eine ausführliche Wetterlage, Aussichten für die einzelnen Gebiete der Nord- und der Ostsee, sowie Stationsmeldungen von Wettermeldestationen. Die Seewarnnachrichten enthalten wichtige nautische Informationen für die Küsten- und Sportschifffahrt. Seit dem 24. Oktober 2012 übernimmt NDR Info Spezial die ARD-Infonacht.
Des Weiteren überträgt NDR Info Spezial viele Parlamentsdebatten und einige Sportereignisse live. Sonntags wird zwischen 6 Uhr und 8 Uhr die älteste, regelmäßig übertragene Sendung der Welt, das Hamburger Hafenkonzert ausgestrahlt. Hinzu kommt die Weihnachtssendung für Seefahrer Gruß an Bord. In der übrigen Zeit wird das Programm von NDR Info übernommen.

## Geschichte
NDR Info Spezial wurde ursprünglich über die Mittelwellensender des Norddeutschen Rundfunks verbreitet. Seit deren Abschaltung am 13. Januar 2015 wird NDR Info Spezial über DAB+, per Webstream, über einige analogen und digitalen Kabelnetze und über DVB-S verbreitet.
Am 27. Juni 2025 teile der NDR-Intendant Joachim Knuth mit, dass der Sender aus Kostengründen zum 1. Januar 2027 eingestellt wird. Ab diesem Zeitpunkt wird der NDR noch acht Radioprogramme ausstrahlen.